# 글리코실기 수용체
글리코실기 수용체(영어: glycosyl acceptor)는 새로운 글리코사이드 결합을 형성하기 위해 글리코실기 공여체와 반응하는 임의의 적합한 친핵체 함유 분자이다. 관례적으로 글리코실기 수용체는 새로운 글리코사이드 결합에서 생성된 아노머 탄소를 포함하지 않는 쌍으로 된 구성원이다. 수용체의 친핵성 원자는 일반적으로 산소 원자이기 때문에 하이드록실기를 사용하여 인식하게 할 수 있다. 글리코실기 수용체는 보호되지 않는 하이드록실기와 같은 이용가능한 친핵체를 포함하는 단당류 또는 올리고당일 수 있다.

## 같이 보기
- 화학적 글리코실화
- 글리코실기
- 글리코실기전이효소
- 글리코실기 공여체
- 탄수화물 화학